# Phragmidium
Genre
Phragmidium est un genre de champignons basidiomycètes de la famille des Phragmidiaceae.

## Systématique
Le nom correct complet (avec auteur) de ce taxon est Phragmidium Link, 1816.
Phragmidium a pour synonymes :
- Ameris Arthur, 1906
- Aregma Fr., 1815
- Earlea Arthur, 1906
- Epitea Fr., 1832
- Frommea Arthur, 1917
- Lecythea Lév., 1847
- Phragmidiopsis (G. Winter) Mussat (1901), 1901
- Phragmidium Link, 1816
- Phragmotelium Syd., 1921
- Physonema Lév., 1847
- Teloconia Syd., 1921
- Trolliomyces Ulbr., 1938

## Liste des espèces, formes et variétés
Selon MycoBank (3 décembre 2023) :
- Phragmidium acaenae G. Cunn., 1924
- Phragmidium acaenincola Petr., 1955
- Phragmidium acuminatum (Fr.) Cooke, 1871
- Phragmidium affine Syd. & P. Syd., 1904
- Phragmidium alaskanum (Arthur) P. Syd. & Syd., 1912
- Phragmidium albidum (J.G. Kühn) Lagerh., 1888
- Phragmidium alpinum Hirats. f., 1930
- Phragmidium altaicum Y.M. Liang & Y. Liu, 2019
- Phragmidium americanum (Peck) Dietel, 1905
- Phragmidium andersonii Shear, 1902
- Phragmidium arcticum Lagerh. ex Liro, 1908
- Phragmidium arisanense Hirats. f. & Hashioka, 1934
- Phragmidium asperum Wallr., 1833
- Phragmidium assamense Syd. & P. Syd., 1912
- Phragmidium barclayi Dietel, 1890
- Phragmidium barnardii Plowr. & G. Winter, 1886
- Phragmidium bayatii Esfand. & Petr., 1941
- Phragmidium biloculare Dietel & Holw., 1894
- Phragmidium boreale Tranzschel, 1933
- Phragmidium brevipedicellatum Hirats. f., 1934
- Phragmidium bulbosum (F. Strauss) Link ex J.C. Schmidt & Kunze, 1816
- Phragmidium bullatum Westend., 1854
- Phragmidium burmanicum Syd. & P. Syd., 1912
- Phragmidium butleri Syd. & P. Syd., 1907
- Phragmidium byssinum Sacc. & Trotter, 1910
- Phragmidium candicantium (Vleugel) Dietel, 1927
- Phragmidium carbonarium (Schltdl.) G. Winter, 1881
- Phragmidium chayuense Y.M. Liang & Y. Liu, 2018
- Phragmidium cibanum Y.M. Liang & Y. Liu, 2018
- Phragmidium cinnamomeum Durrieu, 1980
- Phragmidium circumvallatum Magnus, 1894
- Phragmidium clavatum Eysenhardt, 1828
- Phragmidium constrictosporum G.F. Laundon, 1976
- Phragmidium constrictum Bonord., 1860
- Phragmidium coreanum L. Guo, 1989
- Phragmidium cylindricum Bonord., 1860
- Phragmidium deglubens (Berk. & M.A. Curtis) De Toni
- Phragmidium devastator Sorokin, 1890
- Phragmidium devastatrix Sorokīn, 1884
- Phragmidium disciflorum (Tode) J. James, 1895
- Phragmidium dryadanthes Domashova, 1962
- Phragmidium duchesneae P. Syd. & Syd., 1912
- Phragmidium duchesneae-indicae P. Zhao & L. Cai, 2021
- Phragmidium effusum Auerswald, 1850
- Phragmidium egenulum Syd., P. Syd. & E.J. Butler, 1912
- Phragmidium ellisii (Berk.) Sacc., 1888
- Phragmidium englerianum Dietel, 1909
- Phragmidium f. potentillae (Pers.) P. Karst., 1879
- Phragmidium formosanum Hirats. f., 1935
- Phragmidium fragariae (Rabenh.) Rossmann, 1856
- Phragmidium fragariae (DC.) G. Winter, 1881
- Phragmidium fragariae-vestitae D.K. Agarwal, 2001
- Phragmidium fragariastri (DC.) J. Schröt., 1876
- Phragmidium fructigenum Schulzer
- Phragmidium fusiforme J. Schröt., 1871
- Phragmidium fusiforme var. cylindricum Koern., 1877
- Phragmidium gedeanum (Racib.) Sacc. & Trotter, 1912
- Phragmidium gorganense M. Abbasi, 2006
- Phragmidium gracile (Farl.) Arthur
- Phragmidium graminum Preuss, 1855
- Phragmidium granulatum Rabenh., 1849
- Phragmidium griseum Dietel, 1903
- Phragmidium guatemalense Cummins, 1940
- Phragmidium handelii Petr., 1947
- Phragmidium hashiokai Hirats. f., 1935
- Phragmidium hedysari Schwein., 1832
- Phragmidium hendersonii Bahç. & Kabaktepe, 2005
- Phragmidium heterosporum Dietel, 1903
- Phragmidium himalense J.Y. Zhuang, 1986
- Phragmidium hiratsukanum S.X. Wei, 1988
- Phragmidium horkeliae Garrett, 1907
- Phragmidium hypsipus G.H. Otth, 1864
- Phragmidium imitans Arthur, 1912
- Phragmidium incompletum Barclay, 1890
- Phragmidium incrassatum Crié
- Phragmidium incrassatum Link, 1825
- Phragmidium incrassatum a. rosarum Rabenh., 1844
- Phragmidium incrassatum f. incrassatum Link, 1825
- Phragmidium iranicum Petr. & Esfand., 1941
- Phragmidium itoanum Hirats. f., 1934
- Phragmidium ivesiae Syd. & P. Syd., 1903
- Phragmidium japonicum Dietel, 1899
- Phragmidium jiangxiense Y.M. Liang & Y. Liu, 2020
- Phragmidium jonesii Dietel, 1905
- Phragmidium kamtschatkae (H.W. Anderson) Arthur & Cummins, 1933
- Phragmidium kanasense P. Zhao & L. Cai, 2021
- Phragmidium laceianum Barclay, 1891
- Phragmidium laevigatum Rabenh.
- Phragmidium leucoaecium Y.M. Liang & Y. Liu, 2020
- Phragmidium libocedri Henn., 1898
- Phragmidium longissimum Thüm., 1875
- Phragmidium mexicanum (Mains) H.Y. Yun, Minnis & Aime, 2011
- Phragmidium microsorum Sacc., 1877
- Phragmidium minor (Arthur) P. Syd. & Syd., 1912
- Phragmidium miyabeanum S. Ito & Hirats. f., 1930
- Phragmidium miyakeanum Hirats., 1935
- Phragmidium montivagum Arthur, 1909
- Phragmidium mucronatum (Pers.) Schltdl., 1824
- Phragmidium multiseptatum J.Y. Zhuang & S.X. Wei, 2009
- Phragmidium mysorense (Thirum. & Mundk.) B. Ali & Berndt, 2017
- Phragmidium nambuanum Dietel, 1908
- Phragmidium nepalense Barclay, 1891
- Phragmidium nonapiculatum P. Zhao & L. Cai, 2021
- Phragmidium novae-zelandiae G. Cunn., 1924
- Phragmidium oblongum Bonord., 1860
- Phragmidium obtusatum (Fr.) Fr., 1849
- Phragmidium obtusum (F. Strauss) J.C. Schmidt & Kunze, 1816
- Phragmidium occidentale Arthur, 1901
- Phragmidium octoloculare Barclay, 1891
- Phragmidium okianum Hara, 1928
- Phragmidium orientale Syd. & P. Syd., 1907
- Phragmidium papillatum Dietel, 1890
- Phragmidium pauciloculare Syd. & P. Syd., 1912
- Phragmidium pauciseptatum Durrieu, 1964
- Phragmidium peckianum Arthur, 1912
- Phragmidium perforans Liro, 1908
- Phragmidium potentillae (Pers.) Corda, 1840
- Phragmidium potentillae f. minor Dietel, 1905
- Phragmidium potentillae-canadensis Dietel, 1903
- Phragmidium poterii Fuckel, 1870
- Phragmidium punjabense B. Ali & Berndt, 2017
- Phragmidium quinqueloculare Barclay ex Sacc., 1891
- Phragmidium robustum J.Y. Zhuang & S.X. Wei, 2009
- Phragmidium rosae (Kuntze) Tranzschel, 1914
- Phragmidium rosae (Pers.) Rostr., 1902
- Phragmidium rosae-acicularis Liro, 1908
- Phragmidium rosae-alpinae (DC.) G. Winter, 1880
- Phragmidium rosae-arkansanae Dietel, 1905
- Phragmidium rosae-californicae Dietel, 1905
- Phragmidium rosae-davuricae Miura, 1928
- Phragmidium rosae-lacerantis Dietel, 1905
- Phragmidium rosae-moschatae Dietel, 1905
- Phragmidium rosae-multiflorae Dietel, 1905
- Phragmidium rosae-omeiensis S.X. Wei, 1988
- Phragmidium rosae-pimpinellifoliae Dietel, 1905
- Phragmidium rosae-rugosae Kasai, 1910
- Phragmidium rosae-sempervirentis Maire, 1916
- Phragmidium rosae-setigerae Dietel, 1905
- Phragmidium rosarum (Rabenh.) Fuckel, 1870
- Phragmidium rosicola (Ellis & Everh.) Arthur, 1934
- Phragmidium rtanjense Bubák & Ranoj., 1910
- Phragmidium rubi (Pers.) G. Winter, 1881
- Phragmidium rubi var. corticicola Kleb., 1892
- Phragmidium rubi var. miniatum J. Mull., 1886
- Phragmidium rubi-eucalypti S.X. Wei, 1988
- Phragmidium rubi-fraxinifolii Syd. & P. Syd., 1914
- Phragmidium rubi-geoidis Cotton, 1915
- Phragmidium rubi-idaei (DC.) P. Karst., 1879
- Phragmidium rubi-japonici Kasai, 1910
- Phragmidium rubi-odorati Dietel, 1905
- Phragmidium rubi-oldhami Togashi & Y. Maki, 1934
- Phragmidium rubi-saxatilis Liro, 1908
- Phragmidium rubi-sieboldii Kawagoe, 1916
- Phragmidium rubi-thunbergii Kusano, 1904
- Phragmidium sanguisorbae (DC.) J. Schröt., 1887
- Phragmidium sarcopoterii Gjaerum & Bahç., 2004
- Phragmidium satoanum Y. Ono, 2019
- Phragmidium saxatile Vleugel, 1908
- Phragmidium shengezieense M.M. Chen & G.Q. Chen, 1979
- Phragmidium shensianum F.L. Tai & C.C. Cheo, 1937
- Phragmidium shogranense Petr., 1954
- Phragmidium sikangense Petr., 1947
- Phragmidium sinicum F.L. Tai & C.C. Cheo, 1937
- Phragmidium solidum Sacc. & Traverso, 1910
- Phragmidium sparsum Richon, 1889
- Phragmidium speciosum (Fr.) Burrill, 1875
- Phragmidium speciosum (Fr.) Bonord., 1860
- Phragmidium subsimile G. Cunn., 1924
- Phragmidium supinum (Tranzschel) Azbukina, 1974
- Phragmidium taipaishanense Y.C. Wang, 1949
- Phragmidium tibeticum J.Y. Zhuang & S.X. Wei, 2009
- Phragmidium triarticulatum (Berk. & M.A. Curtis) Farl., 1876
- Phragmidium tuberculatum Jul. Müll., 1885
- Phragmidium tuberculatum f. major Dietel, 1905
- Phragmidium tuberculatum f. tuberculatum Jul. Müll., 1885
- Phragmidium viciosoi Unamuno, 1935
- Phragmidium violaceum (Schultz) G. Winter, 1880
- Phragmidium warburgianum (Henn.) Y.M. Liang & Y. Liu, 2020
- Phragmidium yamadanum Hirats. f., 1935
- Phragmidium yangii Berndt & B. Ali, 2017
- Phragmidium yezoense Kasai, 1910
- Phragmidium yoshinagai Dietel, 1905
- Phragmidium zamonense M.M. Chen & G.Q. Chen, 1979
- Phragmidium zangdongii Y.M. Liang & Y. Liu, 2018
- Phragmidium zeylanicum Petch, 1922
- Phragmidium zhouquense Y.M. Liang & T. Yang, 2015

## Publication originale
- Heinrich Friedrich Link, « Observationes in ordines plantarum naturales. 2. », Magazin der Gesellschaft Naturforschenden Freunde Berlin, vol. 7,‎ 1816, p. 25-45